# NoCopyrightSounds
NoCopyrightSounds eller NCS är ett brittiskt skivbolag med syftet att ge ut elektronisk musik utan upphovsrätt.
Skivbolaget startade som en Youtube-kanal och deras låtar fick totalt 1 miljon betalda nedladdningar 2017.
Idag har flera artister som Alan Walker, Tobu, Aero Chord, Cartoon, Syn Cole och Different Heaven kontrakt med skivbolaget. Den svenska artisten Johnning har också arbetat med skivbolaget och har tillsammans släppt fyra singlar, This Life med OLWIK, See U med WATEVA, Don't Want U Back med whogaux & ÉWN, samt Heroes Tonight tillsammans med den finske artisten Janji. Den sistnämnda låten har fått över 260 miljoner visningar och är den sjätte mest visade videon på NoCopyrightSounds kanal.

## Historia
NoCopyrightSounds startades 2011 av en "ivrig gamer" vid namn Billy Woodford. Forbes beskrev skivbolaget som "ett Youtube-första skivbolag som låter indieskapare att använda och även monetärisera dess musik fritt så länge de ger skyldig ära tillbaka till ägarna".
Skivbolagets stora genombrott kom med låten "Fade" av Alan Walker. Den har mer än 380 miljoner visningar och är den mest visade videon på NoCopyrightSounds kanal. Senare gjordes en version med sång vid namn "Faded" som blev ännu populärare och har idag ungefär 1 miljard strömningar på Spotify och mer än 2,3 miljarder visningar på Youtube.
2017 nådde deras låtar totalt 1 miljon nedladdningar trots att de släpper musik gratis. Skivbolagets chef Daniel J. Lee sa: "På samma sätt som tjänster med en freemiummodell, erbjuder NCS både möjligheten att njuta av musik gratis men samtidigt tillåter fans att stödja musiken över betalda tjänster", vilket hävdar att skivbolaget släpper musik gratis och även säljer dem. Woodford, om milstolpen, sade: "Jag är oerhört stolt över att ha nått 1 miljoner nedladdningar, och tror att det visar tillväxt och styrka som NCS har byggt över åren." Han kommenterade också att "Efterfrågan på ny originalmusik från skapare är enorm och växer dagligen."
I maj 2019 hade skivbolaget över 21 miljoner prenumeranter på sin Youtube-kanal. 